# John W. Corso
John William Corso (* 4. Dezember 1929 in Wabash, Indiana; † 9. Oktober 2019 in Huntington, Indiana) war ein US-amerikanischer Szenenbildner und Artdirector.

## Leben
Corso begann seine Karriere im Filmstab 1966 als im Abspann nicht genannter Szenenbildner bei Alfred Hitchcocks Thriller Der zerrissene Vorhang. In den 1970er Jahren arbeitete er zumeist an Fernsehproduktionen, unter anderem er an 13 Folgen der Krimireihe Columbo. Zwischen 1977 und 1983 war er drei Mal für den Primetime Emmy nominiert, den er 1983 für die Abenteuerserie Die Himmelhunde von Boragora gewinnen konnte. 1981 war er für Michael Apteds Filmbiografie Nashville Lady zusammen mit John M. Dwyer für den Oscar in der Kategorie Bestes Szenenbild nominiert, die Auszeichnung ging in diesem Jahr jedoch an das Filmdrama Tess.
Zwischen 1984 und 1989 arbeitete er an sieben Filmen unter der Regie von John Hughes, darunter The Breakfast Club, Ferris macht blau und Allein mit Onkel Buck. Hinzu kamen zwei weitere von Hughes produzierte Filme, die von Howard Deutch inszeniert wurden, Pretty in Pink und Great Outdoors – Ferien zu dritt.

## Filmografie (Auswahl)
- 1966: Der zerrissene Vorhang (Torn Curtain)
- 1978: Vorhof zum Paradies (Paradise Alley)
- 1980: Nashville Lady (Coal Miner’s Daughter)
- 1980: Xanadu
- 1981: Herzquietschen (Heartbeeps)
- 1983: Psycho II
- 1984: Das darf man nur als Erwachsener (Sixteen Candles)
- 1985: The Breakfast Club
- 1985: L.I.S.A. – Der helle Wahnsinn (Weird Science)
- 1986: Pretty in Pink
- 1986: Ferris macht blau (Ferris Bueller’s Day Off)
- 1987: Ein Ticket für zwei (Planes, Trains & Automobiles)
- 1988: She’s Having a Baby
- 1988: Great Outdoors – Ferien zu dritt (The Great Outdoors)
- 1989: Allein mit Onkel Buck (Uncle Buck)

## Auszeichnungen (Auswahl)
- 1981: Oscar-Nominierung in der Kategorie Bestes Szenenbild für Nashville Lady